# GSX1
GSX1 (англ. GS homeobox 1) – білок, який кодується однойменним геном, розташованим у людей на 13-й хромосомі. Довжина поліпептидного ланцюга білка становить 264 амінокислот, а молекулярна маса — 27 883.
| 10         |  | 20         |  | 30         |  | 40         |  | 50         |
| ---------- |  | ---------- |  | ---------- |  | ---------- |  | ---------- |
| MPRSFLVDSL |  | VLREAGEKKA |  | PEGSPPPLFP |  | YAVPPPHALH |  | GLSPGACHAR |
| KAGLLCVCPL |  | CVTASQLHGP |  | PGPPALPLLK |  | ASFPPFGSQY |  | CHAPLGRQHS |
| AVSPGVAHGP |  | AAAAAAAALY |  | QTSYPLPDPR |  | QFHCISVDSS |  | SNQLPSSKRM |
| RTAFTSTQLL |  | ELEREFASNM |  | YLSRLRRIEI |  | ATYLNLSEKQ |  | VKIWFQNRRV |
| KHKKEGKGSN |  | HRGGGGGGAG |  | GGGSAPQGCK |  | CASLSSAKCS |  | EDDDELPMSP |
| SSSGKDDRDL |  | TVTP       |  |            |  |            |  |            |

A: Аланін

C: Цистеїн

D: Аспарагінова кислота

E: Глутамінова кислота

F: Фенілаланін

G: Гліцин

H: Гістидин

I: Ізолейцин

K: Лізин

L: Лейцин

M: Метіонін

N: Аспарагін

P: Пролін

Q: Глутамін

R: Аргінін

S: Серин

T: Треонін

V: Валін

W: Триптофан

Кодований геном білок за функціями належить до активаторів, білків розвитку. 
Задіяний у таких біологічних процесах, як транскрипція, регуляція транскрипції. 
Білок має сайт для зв'язування з ДНК. 
Локалізований у ядрі.